# Liste der Biografien/Part
Liste der Biografien |
Portal Biografien |
Personensuche
# |
A |
B |
C |
D |
E |
F |
G |
H |
I |
J |
K |
L |
M |
N |
O |
P |
Q |
R |
S |
T |
U |
V |
W |
X |
Y |
Z |
?
 
Pa |
Pc |
Pe |
Pf |
Ph |
Pi |
Pj |
Pk |
Pl |
Pm |
Pn |
Po |
Pr |
Ps |
Pt |
Pu |
Pv |
Pw |
Py
 
Paa |
Pab |
Pac |
Pad |
Pae |
Paf |
Pag |
Pah |
Pai |
Paj |
Pak |
Pal |
Pam |
Pan |
Pao |
Pap |
Paq |
Par |
Pas |
Pat |
Pau |
Pav |
Paw |
Pax |
Pay |
Paz
 
Para |
Parb |
Parc |
Pard |
Pare |
Parf |
Parg |
Parh |
Pari |
Park |
Parl |
Parm |
Parn |
Paro |
Parp |
Parq |
Parr |
Pars |
Part |
Paru |
Parv |
Parw |
Pary |
Parz
Die Liste der Biografien führt alle Personen auf, die in der deutschsprachigen Wikipedia einen Artikel haben. Dieses ist eine Teilliste mit 153 Einträgen von Personen, deren Namen mit den Buchstaben „Part“ beginnt.

## Part
- Pärt, Arvo (* 1935), estnischer KomponistArvo Pärt (* 1935)

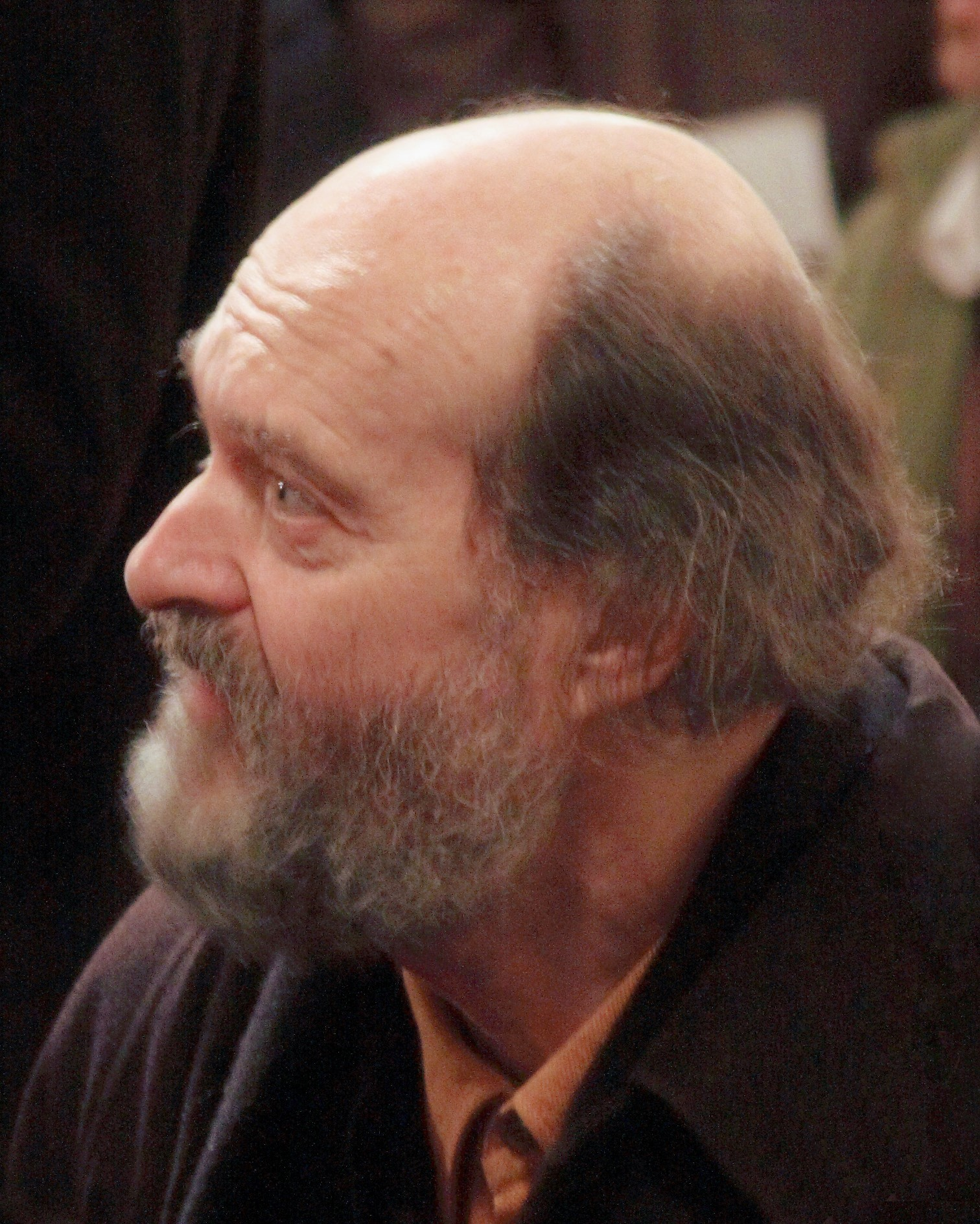
Arvo Pärt (* 1935)

- Part, Brian (* 1962), US-amerikanischer Schauspieler und Musiker
- Part, John (* 1966), kanadischer Dartspieler

### Parta
- Partack, Georg, deutscher lutherischer Geistlicher
- Partain, Edward A. (1929–1996), US-amerikanischer Offizier, Generalleutnant der US Army
- Partain, Miles (* 2001), US-amerikanischer Beachvolleyballspieler
- Partain, Paul (1946–2005), US-amerikanischer Schauspieler
- Partalow, Dimitar (* 1990), bulgarischer Biathlet
- Partanen, Aku (* 1991), finnischer Leichtathlet
- Partanen, Iivari (1880–1947), finnischer Kunstturner
- Partanen, Olli (1922–2014), finnischer Leichtathlet
- Partant, François (1926–1987), französischer Ökonom
- Partapuoli, Görel (* 1954), schwedische Skilangläuferin
- Partaud, Marine (* 1994), französische Tennisspielerin

### Partc
- Partch, Harry (1901–1974), US-amerikanischer Komponist
- Partchya Katethip (* 1999), thailändischer Fußballspieler

### Parte
- Parte, Víctor de la (* 1986), spanischer Straßenradrennfahrer
- Partecke, Mira (* 1971), deutsche Schauspielerin und Hörspielsprecherin
- Partee, Barbara H. (* 1940), US-amerikanische Linguistin, emeritierte Professorin an der University of Massachusetts Amherst
- Parteike, Wolfgang (* 1949), deutscher Politiker (CDU), MdHB
- Parteli Keller, Carlos (1910–1999), uruguayischer Geistlicher und Erzbischof von Montevideo
- Parteli, Guido (1895–1945), italienischer Emigrant, Antifaschist und politisch Verfolgter
- Pärtelpoeg, Leila (* 1927), estnische Designerin und Innenarchitektin
- Parten, Peter (* 1938), deutscher Schauspieler
- Partenheimer, Jürgen (* 1947), deutscher Maler
- Partenheimer, Lutz (* 1957), deutscher Historiker
- Partenio, Giovanni Domenico († 1701), italienischer Komponist und Kapellmeister am Markusdom
- Partesano, Dino (1925–2012), italienischer Filmregisseur und Dokumentarfilmer
- Partey, Thomas (* 1993), ghanaischer FußballspielerThomas Partey (* 1993)

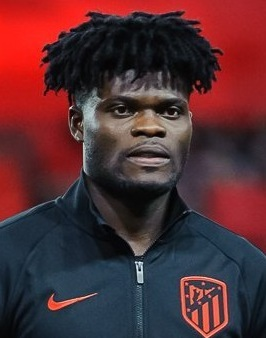
Thomas Partey (* 1993)

### Parth
- Parth, Benjamin (* 1988), österreichischer Koch
- Parth, Günter (* 1962), österreichischer Fotokünstler und Modefotograf
- Parth, Johnny (1930–2025), österreichischer Musikproduzent und Labelbetreiber
- Parth, Joseph Albin (1782–1844), deutscher Brauer und Politiker
- Parth, Wolfgang W. (1910–1982), deutscher Journalist und Autor
- Parthamaspates, arsakidischer Adliger, Partheerkönig
- Parthasarathy, K. R. (1936–2023), indischer Mathematiker
- Parthé, Leo (1917–2014), österreichischer Schriftsteller und Liedtexter
- Partheil, Uli (* 1968), deutscher Jazzmusiker (Piano, Komposition)
- Parthenay, Catherine de (1554–1631), französische Mathematikerin
- Parthenay, Jean V. de (1512–1566), französischer Militär und Diplomat
- Parthenios von Lampsakos, Bischof, Heiliger der katholischen und orthodoxen Kirche
- Parthenios von Nicaea, antiker Dichter
- Parthenis, Konstantinos (1878–1967), griechischer Maler
- Parthenius, möglicherweise antiker römischer Toreut
- Parthenius († 548), merowingischer königlicher Beamter im Teilreich Austrasien
- Parthey, Adolf (1870–1945), preußischer Verwaltungsjurist und Landrat
- Parthey, Daniel Friedrich (1745–1822), deutscher Musiker und Buchhändler
- Parthey, Erich (1909–1995), deutscher Volkskünstler
- Parthey, Gustav (1798–1872), deutscher Philologe und Kunsthistoriker
- Parthey, Heinrich (1936–2020), deutscher Philosoph und Wissenschaftsforscher
- Parthey, Lili (1800–1829), deutsche Tagebuchschreiberin
- Partheymüller, Georg (1892–1977), deutscher Müller und Politiker
- Parthier, Benno (1932–2019), deutscher Biologe, Präsident der Leopoldina

### Parti
- Parti Nagy, Lajos (* 1953), ungarischer Dichter und Prosaist
- Parti, János (1932–1998), ungarischer Kanute und Olympiasieger
- Particelli, Michel (1596–1650), französischer Staatsmann, Surintendant des Finances
- Partici, Kadriye (1947–1971), türkische Kriminelle und Hinrichtungsopfer
- Particiaco, Giovanni I., Doge von Venedig (829–836)
- Particiaco, Giovanni II., Doge von Venedig (881–887)
- Particiaco, Giustiniano († 829), Doge von Venedig (827–829)
- Particiaco, Orso I. († 881), Doge von Venedig (864–881)
- Particiacus, Ursus († 853), Bischof von Castello, Interimsherrscher Venedigs
- Partido, Paula (* 2005), spanische Fußballspielerin
- Partik, Matthias (1869–1935), österreichischer Politiker (CSP), Abgeordneter zum Nationalrat
- Partik-Pablé, Helene (* 1939), österreichische Richterin und Politikerin (BZÖ), Abgeordneter zum Nationalrat
- Partikel, Alfred (1888–1945), deutscher LandschaftsmalerAlfred Partikel (1888–1945)

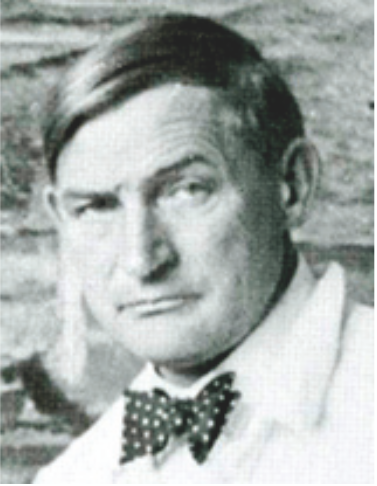
Alfred Partikel (1888–1945)

- Partikel, Sigrid (* 1964), deutsche Juristin und Richterin
- Partinen, Lalli (1941–2022), finnischer Eishockeyspieler
- Partington, James Riddick (1886–1965), britischer Chemiker und Chemiehistoriker
- Partington, John Herbert Evelyn (1843–1899), englisch-US-amerikanischer Maler
- Partini von Neuhof, Johann Karl (1706–1765), österreichischer General
- Partini, Giuseppe (1842–1895), italienischer Architekt
- Partizpanjan-Barseghjan, Perchouhi (1886–1940), armenische Politikerin und Autorin

### Partl
- Partl, Alois (* 1929), österreichischer Politiker
- Partl, Irene (* 1958), österreichischer Politiker (FPÖ)
- Partlic, Šimon (* 1590), tschechischer Astronom und Humanist

### Partn
- Pärtna, Maarja (* 1986), estnische Dichterin und Übersetzerin
- Partnow, Elaine, US-amerikanische Autorin und Schauspielerin
- Partnoy, Alicia (* 1955), argentinische Menschenrechtsaktivistin und Schriftstellerin

### Parto
- Parton, Dolly (* 1946), US-amerikanische Country-Sängerin, Songwriterin, Multiinstrumentalistin, Schauspielerin und UnternehmerinDolly Parton (* 1946)

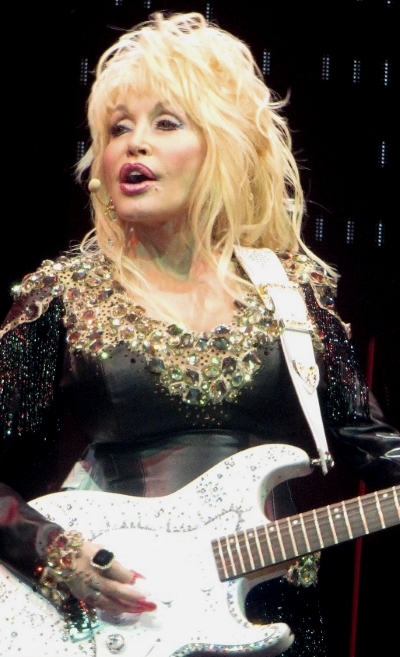
Dolly Parton (* 1946)

- Parton, Dorothea (* 1948), österreichische Schauspielerin
- Parton, James (1822–1891), amerikanischer Autor und Publizist
- Parton, Mabel (1881–1962), englische Tennisspielerin
- Partos, Emeric (1905–1975), Modedesigner
- Partos, Frank (1901–1956), ungarisch-amerikanischer Drehbuchautor
- Pártos, Gusztáv (1895–1951), ungarischer Schauspieler
- Pártos, Ödön (1907–1977), israelischer Komponist
- Partouche, Isidore (1931–2025), französischer Unternehmer
- Partovi, Kambuzia (1955–2020), iranischer Filmregisseur und Drehbuchautor

### Partr
- Partridge, Alex (* 1981), britischer Ruderer
- Partridge, Andy (* 1953), britischer Songwriter, Produzent, Komponist
- Partridge, Bethan (* 1990), britische Hochspringerin
- Partridge, Don (1941–2010), britischer Straßenmusiker und Popsänger
- Partridge, Donald B. (1891–1946), US-amerikanischer Politiker
- Partridge, Frank C. (1861–1943), US-amerikanischer Politiker
- Partridge, George (1740–1828), US-amerikanischer Politiker
- Partridge, James R. (1823–1884), US-amerikanischer Politiker und Diplomat
- Partridge, Joe (1932–1988), simbabwischer Cricketspieler
- Partridge, John (1644–1715), englischer Astrologe
- Partridge, John (* 1971), englischer Schauspieler und Musicaldarsteller
- Partridge, Kathleen (1963–2021), australische Hockeyspielerin
- Partridge, Linda (* 1950), englische Genetikerin
- Partridge, Louis (* 2003), britischer SchauspielerLouis Partridge (* 2003)

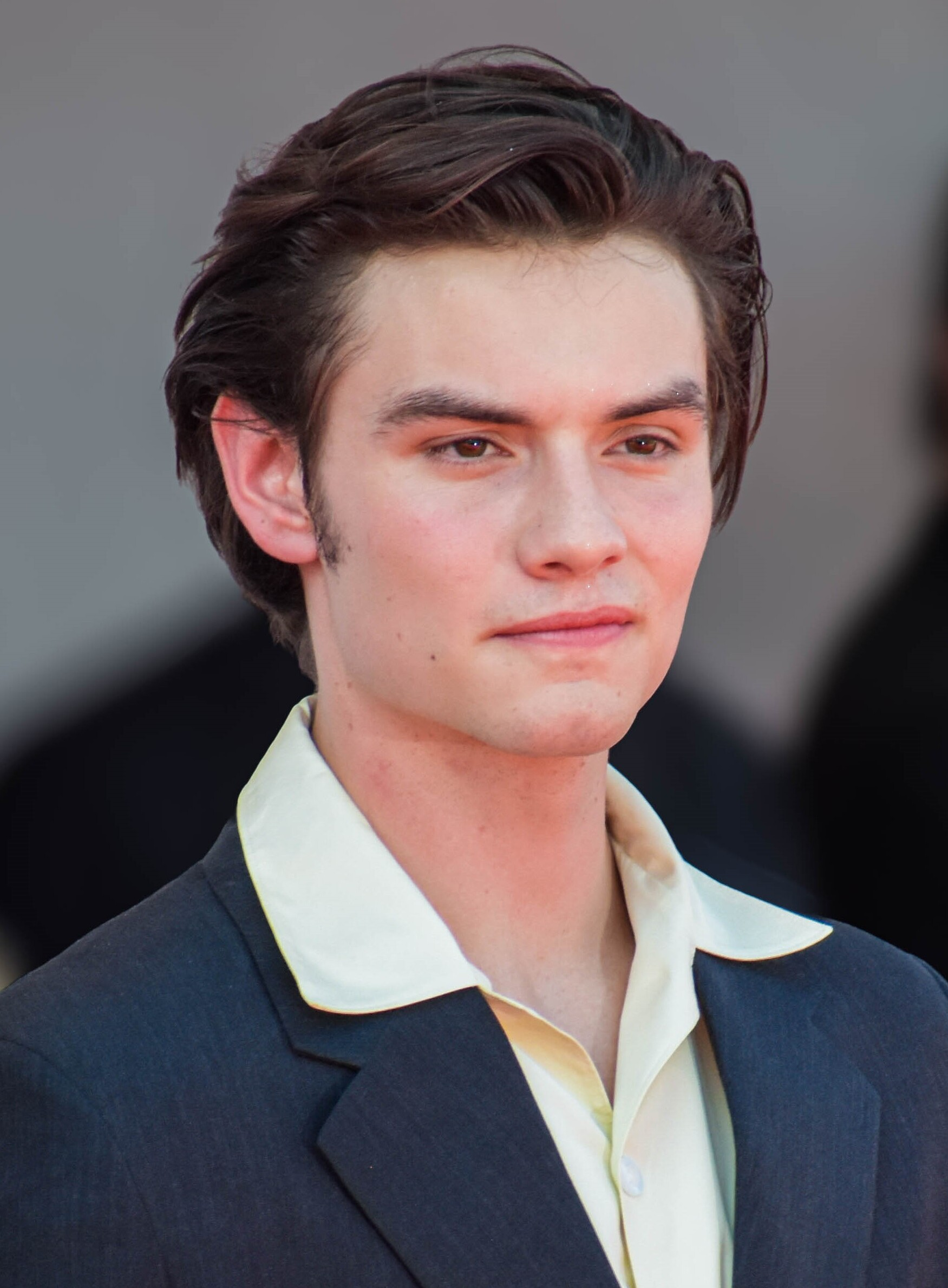
Louis Partridge (* 2003)

- Partridge, Meg (* 1953), US-amerikanische Filmproduzentin, Regisseurin
- Partridge, Pat (1933–2014), englischer Fußballschiedsrichter
- Partridge, Richard C. (1899–1976), US-amerikanischer Offizier, Generalmajor der US-Army
- Partridge, Robert (* 1985), britischer Radrennfahrer
- Partridge, Ross (* 1968), US-amerikanischer Schauspieler und RegisseurRoss Partridge (* 1968)

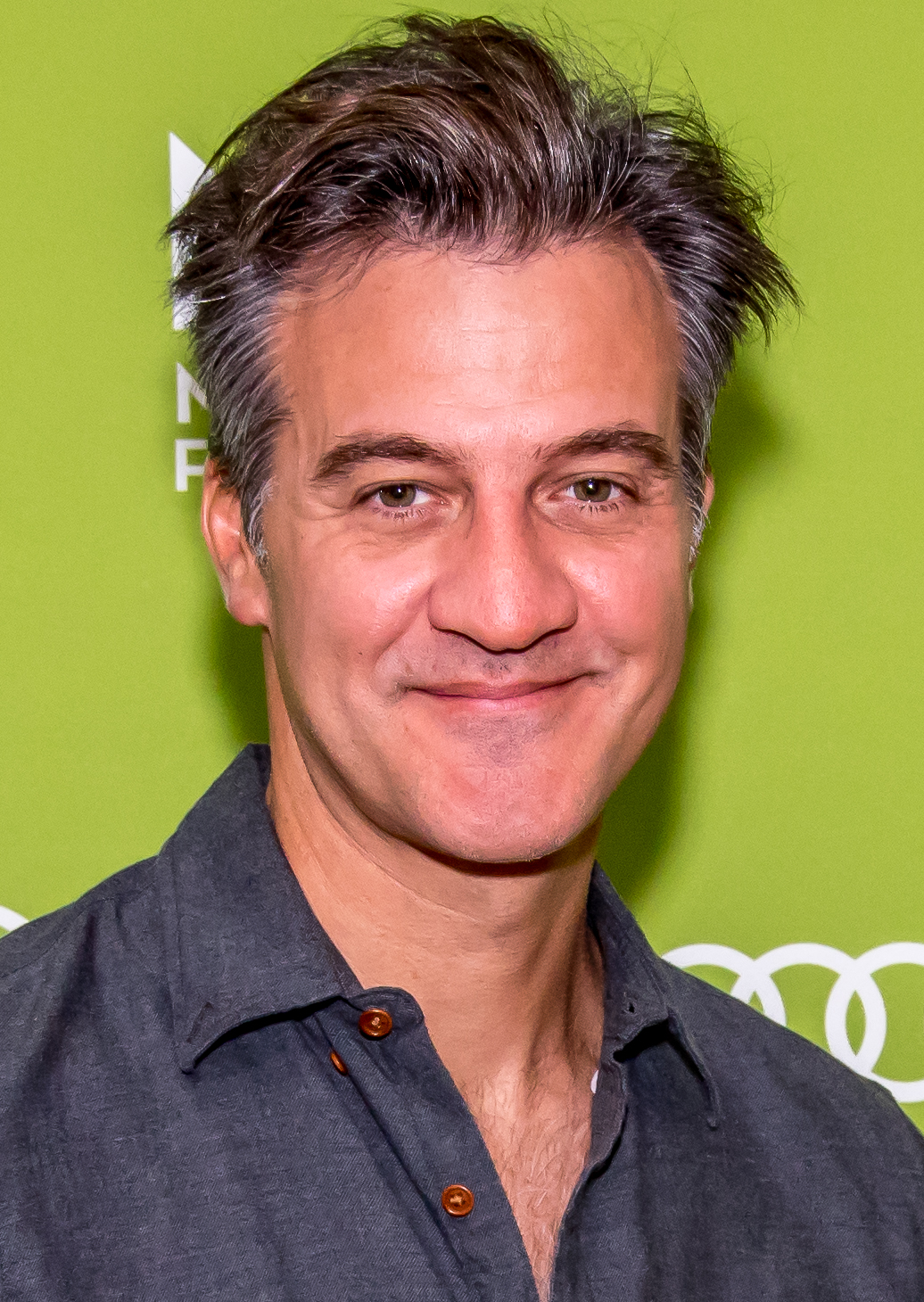
Ross Partridge (* 1968)

- Partridge, Samuel (1790–1883), US-amerikanischer Politiker
- Partridge, Sue (1930–1999), britische Tennisspielerin
- Partridge, Susan (* 1980), britische Marathonläuferin
- Partridge, William, US-amerikanischer Lacrossespieler

### Parts
- Parts, Anneli (* 1968), estnische Badmintonspielerin und -trainerin
- Parts, Juhan (* 1966), estnischer Politiker
- Parts, Kaarel (1873–1940), estnischer Jurist
- Partsalidis, Dimitrios (1905–1980), griechischer Politiker und Ministerpräsident
- Partsch, Carl (1855–1932), deutscher Chirurg und Hochschullehrer in Breslau, Pionier der zahnärztlichen Chirurgie
- Partsch, Christa (1926–2002), deutsche Buchbinderin und Lyrikerin
- Partsch, Christoph (* 1961), deutscher Rechtsanwalt und Buchautor
- Partsch, Erich Wolfgang (1959–2014), österreichischer Musikwissenschaftler
- Partsch, Hans (* 1954), deutscher Ringer
- Partsch, Hugo (1938–2023), österreichischer Mediziner, Professor für Dermatologie
- Partsch, Jochen (* 1962), deutscher Politiker (Bündnis 90/Die Grünen)Jochen Partsch (* 1962)

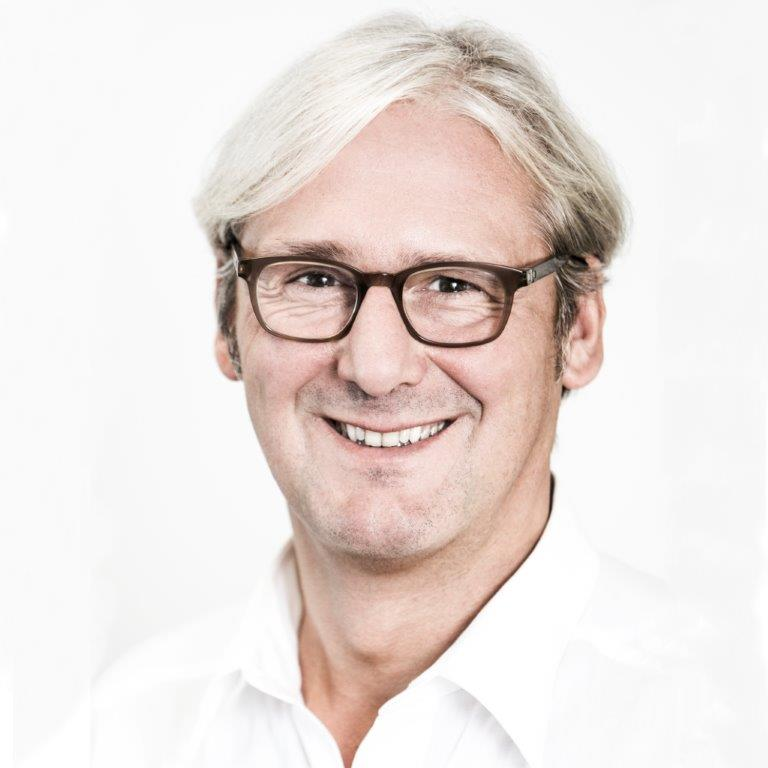
Jochen Partsch (* 1962)

- Partsch, Josef (1813–1886), schlesischer Volkskünstler
- Partsch, Joseph (1851–1925), deutscher Geograph und Hochschullehrer; Rektor in Breslau
- Partsch, Joseph Aloys August (1882–1925), deutscher Jurist und Rechtshistoriker
- Partsch, Karl (1922–2009), deutscher Biologe, Umweltschützer und Politiker (parteilos), MdEP
- Partsch, Karl Josef (1914–1996), deutscher Jurist und Professor
- Partsch, Paul (1791–1856), österreichischer Geologe und Mineraloge
- Partsch, Susanna (* 1952), deutsche Kunsthistorikerin und Sachbuchautorin
- Partsch, Walter (1923–2001), österreichischer Kameramann
- Partsch, Wolfgang (* 1945), österreichischer Unternehmensberater

### Partu
- Partum, Ewa (* 1945), polnische Poesiekünstlerin, Performancekünstlerin, Filmemacherin und Konzeptkünstlerin
- Parturier, Maurice (1888–1980), französischer Arzt, Romanist und Literarhistoriker

### Party
- Party, Nicolas (* 1980), schweizerischer bildender Künstler und Bildhauer
- Party, Robert (1924–2011), französischer Schauspieler
- Partyka, Artur (* 1969), polnischer Leichtathlet
- Partyka, Ed (* 1967), US-amerikanischer Jazzmusiker (Bassposaune, Tuba, Komposition) und Arrangeur
- Partyka, Natalia (* 1989), polnische Tischtennisspielerin
- Partykiewicz, Josef (1914–2003), deutscher Karikaturist

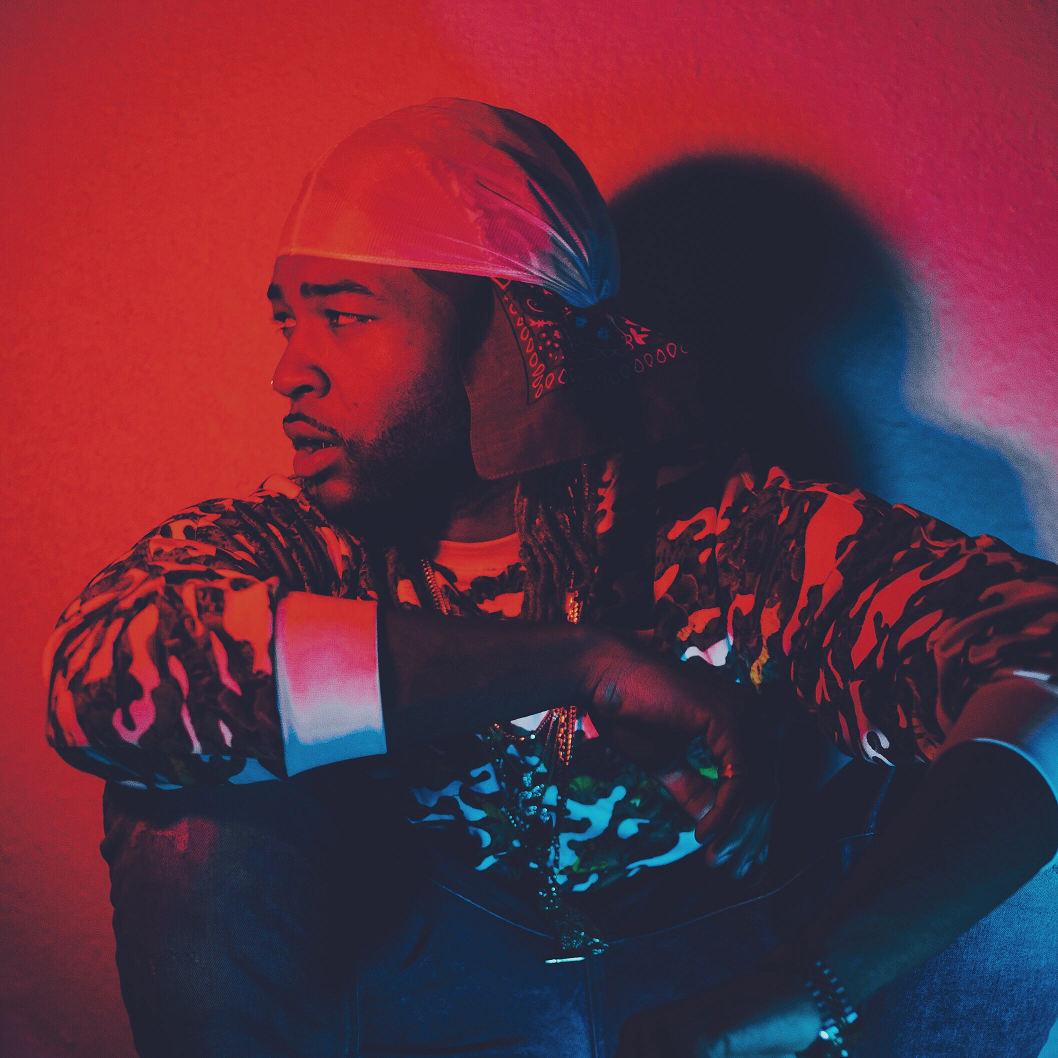
PartyNextDoor (* 1993)

- PartyNextDoor (* 1993), kanadischer R&B-SängerPartyNextDoor (* 1993)

### Partz
- Partzsch, Anni (1905–1973), deutsche Politikerin (SPD), MdA
- Partzsch, Arthur (1887–1977), deutscher Physiker und Hochschullehrer
- Partzsch, Frank (* 1962), deutscher Fußballspieler
- Partzsch, Hans (1930–2012), deutscher Konteradmiral der Volksmarine
- Partzsch, Janine (* 1982), deutsche Fußballspielerin
- Partzsch, Jörg (* 1964), deutscher Komponist
- Partzsch, Klaus (1930–1995), deutscher Journalist und Autor
- Partzsch, Kurt (1910–1996), deutscher Ingenieur und Politiker (SPD), MdL
- Partzsch, Lena (* 1978), deutsche Politikwissenschaftlerin und Hochschullehrerin
- Partzsch, Maren (* 1959), deutsche Buchautorin
- Partzsch, Richard (1881–1953), deutscher Politiker (SPD), MdR und Gewerkschafter
- Partzschefeldt, Johann Christian (1756–1820), deutscher Zeichner und Universitätszeichenlehrer